# Centroclisis magnifica
Centroclisis magnifica is een insect uit de familie van de mierenleeuwen (Myrmeleontidae), die tot de orde netvleugeligen (Neuroptera) behoort. 
Centroclisis magnifica is voor het eerst wetenschappelijk beschreven door Navás in 1931.